# جزيرة بيرينغ
جزيرة بيرنيغ (بالروسية: Остров Беринга)، هي جزيرة تقع قبالة شبه جزيرة كامتشاتكا في بحر بيرينغ.

## الوصف
يبلغ طول الجزيرة 90 كيلومترًا (56 ميلًا) وعرضها 24 كيلومترًا (15 ميلًا)، وهي أكبر وأقصى غرب جزر كوماندر، وتبلغ مساحتها 1660 كيلومترًا مربعًا (640 ميل مربع). أصبحت معظم جزيرة بيرنغ والعديد من الجزر الصغيرة بأكملها اليوم جزءًا من محمية كوماندورسكي زابوفيدنيك الطبيعية [الإنجليزية] .
جزيرة بيرينغ خالية من الأشجار، مقفرة وتتعرض لطقس قاس بما في ذلك الرياح العاتية والضباب المستمر والزلازل. لم يكن بها سكان بشر على مدار العام حتى عام 1826 تقريبًا. اليوم تعد قرية نيكولسكوي (كراي كامشاتكا) [الإنجليزية] موطنًا لـ 800 شخص حوالي ثلاثمائة منهم يُعرفون بأنهم أليوطيون. يعمل سكان الجزيرة في الغالب في صيد الأسماك.
على بعد ميلين ونصف (4 كم) من الشاطئ الغربي لجزيرة بيرينغ تقع جزيرة توبوركوف الصغيرة (أوستروف توبوركوف)، وهي جزيرة مستديرة يبلغ قطرها 800 م (2600 قدم).

## تاريخ
في عام 1741 لقي الكابتن فيتوس بيرينغ مصرعه في جزيرة بيرينغ مع 28 من رجاله بسبب داء الاسقربوط أثناء خدمته في البحرية الروسية على متن سفينة Svyatoy Pyotr (القديس بطرس). بعد عودته من رحلة استكشافية اكتشفت كل من جزر ألوشيان وبر ألاسكا كانت سفينته قد تضررت بشكل كبير من جراء العواصف.
أمضى الناجون تحت قيادة الملازم السويدي المولد سفين واكسيل 10 أشهر عالقين في الجزيرة ونجوا بقتل الفقمات والطيور. في عام 1742 تمكنوا من بناء قارب من حطامهم الذي تقطعت به السبل وعادوا إلى بتروبافلوفسك في شبه جزيرة كامتشاتكا حاملين معهم اللحوم وفراء ثعالب البحر من الجزيرة المكتشفة حديثًا.
كان جورج فيلهلم ستيلر من بين الناجين الآخرين من الحملة، والذي تمكن في النهاية من إقناع رفاقه بتناول الأعشاب البحرية (وبالتالي علاج داء الإسقربوط). واكتشف ستيلرجزيرة بيرينغ وصنف حيواناتها، بما في ذلك بقرة البحر ستيلر، التي انقرضت في غضون ثلاثة عقود بسبب البحث عن لحومها في أعلى نقطة بالجزيرة.
وصل إيميليان باسوف لأول مرة إلى جزيرة بيرينغ في عام 1743 لاصطياد ثعالب البحر، مما يمثل بداية الاستيطان البشري التاريخي للجزيرة والأضرار البيئية. بدأ أفراد من البروميشلينيكي (وهم مجموعة من العمال الروس والأصليين السيبيريين) بالانتقال من جزيرة لأخرى في بحر بيرينغ للوصول إلى جزر ألوشيان وفي النهاية ألاسكا. تأسست أول مستوطنة بشرية دائمة موثقة في جزيرة بيرينغ في عام 1825 عندما نقلت الشركة الروسية الأمريكية سكان أليوت من جزيرة أتو إلى جزيرة بيرينغ للصيد. وصلت مجموعة أخرى من الأليوتيين والمهاجرين من أعراق مختلطة في العام التالي.
بعد أن باعت روسيا ألاسكا وجزر ألوشيان إلى الولايات المتحدة في عام 1867 وُضعت جزيرة بيرينغ تحت سلطة بتروبافلوفسك . نما عدد السكان من 110 شخصًا في عام 1827 (17 روسيًا و 45 أليوطيا و 48 مختلطًا) إلى أكثر من 300 شخص في عام 1879 (100 من الأليوطيون في جزيرة كوبر وحدها، إلى جانب 332 شخص مختلط الأعراق وحوالي 10٪ روسيين أو من جنسيات أخرى). في عام 1990 أي بعد 170 عامًا من الانفصال وفقدان التقاليد الثقافية، التقى أفراد من الأليوطيون من نيكولسكوي وألاسكا في عاصمة كامتشاتكا وفوجئوا بأنهم ما زالوا قادرين على التواصل بلغة الأليوت القديمة. وبسبب عزلتهم مثل سكان جزر بريبيلوف الحالية في ألاسكا، فإن العلماء يستخدمون الأيوطيون في دراسات الانحراف الوراثي.

## الطبيعة
تعد المنطقة المحيطة بجزيرة بيرينغ حالياً محمية المحيط الحيوي، وتشتهر بالحياة البرية المتنوعة، وخاصة الثدييات البحرية. وتشكل شواطئ الجزيرة موطنًا طبيعيًا لثعالب البحر، ويبدو أن سكانها الآن مستقرون، على عكس الجزر الألوشينية الأخرى، على الرغم من اقتراب صيدهم من الانقراض في جزيرة بيرنغ التي تم اكتشافها مؤخرًا.
تشتهر جزيرة بيرينج أيضًا منذ فترة طويلة بمصائد الفقمة، بما في ذلك فقمات الفراء الشمالي وفقمة المرفأ والفقمة المرقطة، وتشمل أنواع الحيتان التي يمكن رؤيتها في المياه المحيطة حيتان العنبر وأوركاس والعديد من أنواع الحيتان المنقارية والحيتان الحدباء والحيتان الحقيقية.
يعيش في جزيرة بيرنغ أيضاً العديد من الطيور البحرية. بما في ذلك 58 نوع من الطيور التي تعشش هناك، على الرغم من انقراض الغاق بقي نوعان من الثعالب القطبية. أدخل البشر حيوانات الرنة والمنك والفئران الأمريكية إلى الجزر. 

## معرض صور

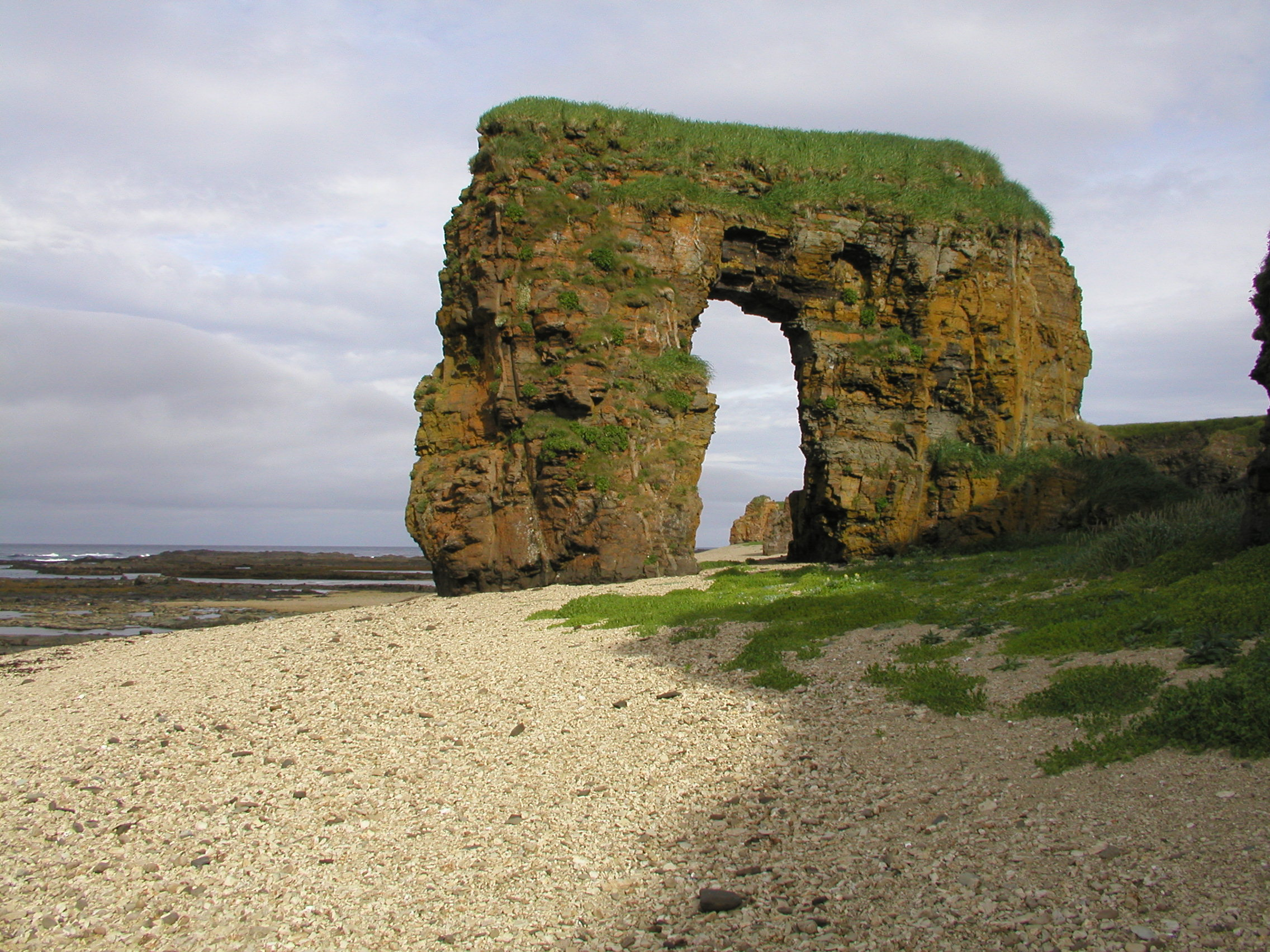
قوس ستيلر
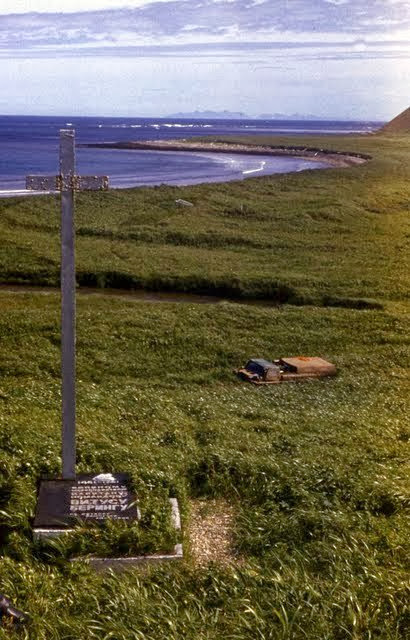
قبر فيتوس بيرينغ
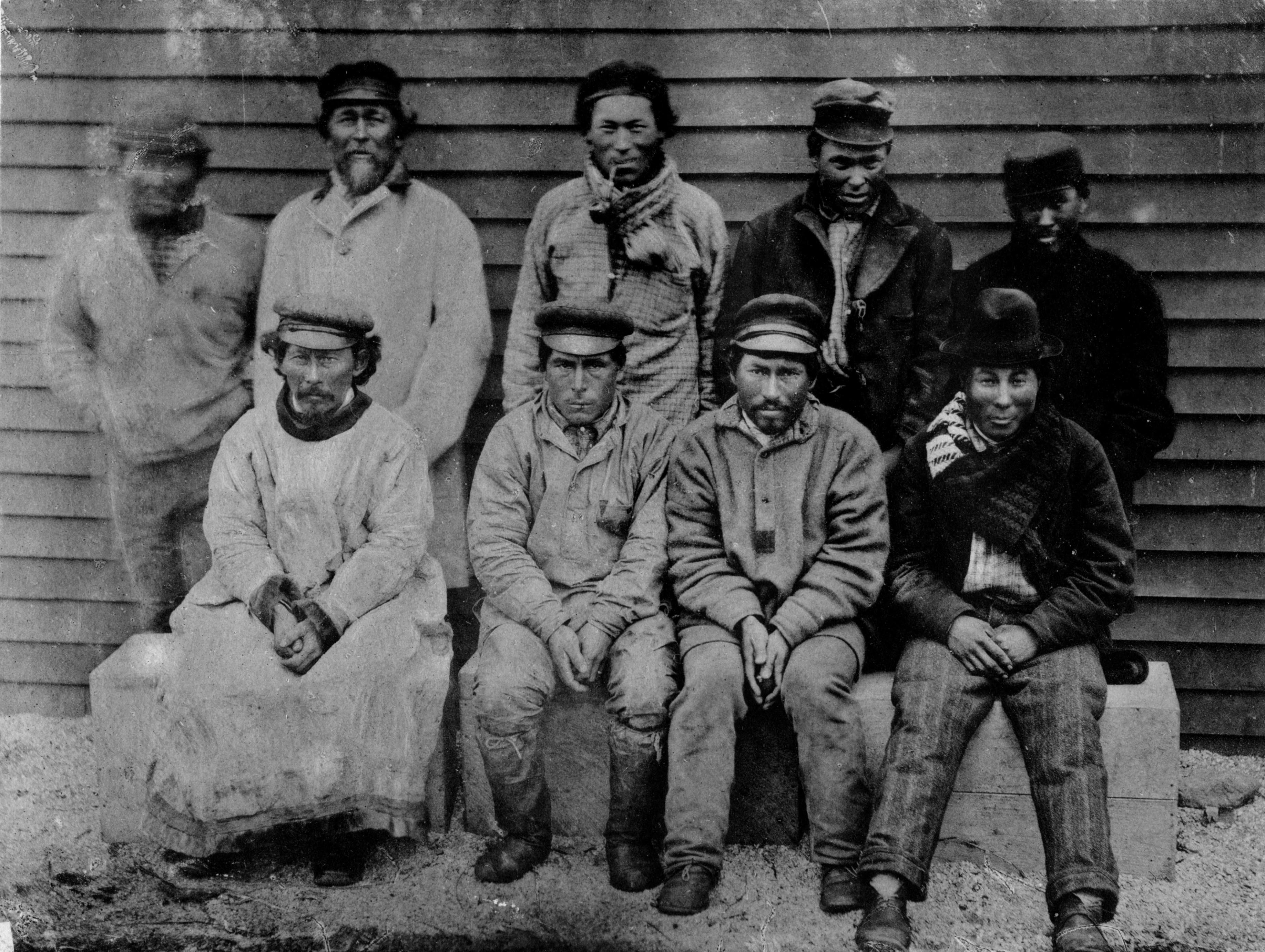
مجموعة من الصيادين الأليوتيين من جزيرة بيرينغ. 1884-1886.

## روابط خارجية
- باللغة الروسية Commander Islands